# Municipio de Amiret
El municipio de Amiret (en inglés: Amiret Township) es un municipio ubicado en el condado de Lyon en el estado estadounidense de Minnesota. En el año 2010 tenía una población de 245 habitantes y una densidad poblacional de 2,61 personas por km².

## Geografía
El municipio de Amiret se encuentra ubicado en las coordenadas 44°19′36″N 95°39′16″O / 44.32667, -95.65444. Según la Oficina del Censo de los Estados Unidos, el municipio tiene una superficie total de 93.91 km², de la cual 93,9 km² corresponden a tierra firme y (0 %) 0 km² es agua.

## Demografía
Según el censo de 2010, había 245 personas residiendo en el municipio de Amiret. La densidad de población era de 2,61 hab./km². De los 245 habitantes, el municipio de Amiret estaba compuesto por el 96,73 % blancos, el 1,22 % eran afroamericanos, el 0,41 % eran amerindios, el 1,22 % eran asiáticos y el 0,41 % eran de una mezcla de razas. Del total de la población el 1,63 % eran hispanos o latinos de cualquier raza.